# Jon Groom

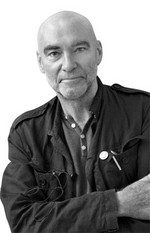
Jon Groom

Jon Groom (* 1953 in Powys, Wales) ist ein walisischer Maler und Künstler.

## Leben
Jon Groom wurde 1953 in Powys, Wales geboren. Nach dem Abschluss der High School ging Groom auf das Cardiff College of Art um Bildhauerei und später Malerei zu studieren. 1976 wurde Groom am Postgraduate department der Chelsea School of Art in London akzeptiert, wo er unter der Leitung von Prof. Ian Stephenson studierte. Groom kam mit vielen bildenden Künstlern der Zeit in Kontakt, der bedeutendste war Sean Scully.
Groom wurde im Jahr 1977 für seine Malerei am Gloucestershire College of Art geehrt. Gegen Ende dieses Jahres zog er nach New York, wo er mit einer Wandmalerei für eine Anwaltskanzlei aus New Jersey beauftragt wurde. Dieses erste Wandgemälde von Jon Groom nannte er New-arc-New Jersey.
Im Zuge seiner Rückkehr nach London stellte er in der neueröffneten Nicola Jacobs Gallery seine Vertical Wall-Bound Arcs 1978–79 aus, eine Serie aus acht Bildern aus Acryllack auf Leinwand. Im selben Jahr wurde Groom als jüngstes Mitglied der Wanderausstellung “The British Art Show” ausgewählt. 1980 gewann er den Greater London Arts Award. Außerdem wurde er Dozent für Malerei und unterrichtete am Cardiff College of Art, Hornsey College of Art, St. Martin’s in London und am Portsmouth Polytechnic. 1985 eröffnete Jon Grooms erste Einzelausstellung in der Ruth Siegel Gallery in New York. Im selben Jahr wurden Grooms Werke der Ausstellung The Discovery of the Lake District im Victoria and Albert Museum in London zugefügt. Um 1986 zog Groom nach Italien um Renaissance-Malerei zu studieren. Nach einem Jahr in Umbrien zog er als Gast des Kulturreferats in eine Villa in Feldafing nahe München. Von 1978 bis 1990 hielt sich Groom abwechselnd in New York und in München auf.
Im Jahr 1990 wurde Groom nach Lincoln, England eingeladen, um an der Ausstellung The Journey: A Search for the Role of Contemporary Art in Religious and Spiritual Life teilzunehmen. Dies schloss die Arbeit an dem fünfjährigen Projekt an der Evidence-Lincoln Cathedral ein. Nach der Rückkehr in sein Studio in München entwickelte Groom die Serie The Evidence Paintings, welche in der Städtischen Galerie im Lenbachhaus in München im Jahr 1994 ausgestellt wurden. Das Jahr endete in Reutlingen bei der Stiftung für konkrete Kunst. Zusammen mit Manfred Wandel and Gabriele Kubler präsentierte er die Arena Wallpaintings, ein Fresco auf vier Wänden. 1995 zog Groom nach Mexiko, wo er Larry Rivers Studio in Zihuata Nejo mietete.
1997 war Groom ein ausstellender Künstler des Luis Barragán Museum in Mexiko. Groom kehrte nach München zurück um gemeinsam mit Andreas Horlitz und Steven Scott an einem Wandgemälde für das Zentralinstitut für Kunstgeschichte zu arbeiten. Im Jahr 1998 begann die Arbeit an einer Serie von Malereien, die später Cycles of the Day genannt wurden. Er bereiste Australien, New York und Los Angeles, kehrte nach Europa zurück und mietete ein Studio in Ligurien, Italien. Nach einem Besuch eines Doktors in Los Angeles, der ihn in die Niederschriften von J. Krishnamurti einführte begann sein Interesse für die Spiritualität des Fernen Ostens. Er begann Yoga zu praktizieren und studierte Tantra. In dieser produktiven Phase schuf er 300 Werke binnen drei Jahren.
Groom zog nach längerem Zwischenaufenthalt in Kopenhagen zurück nach München. 2003 wurde er in den Neuen Kunstverein in Aschaffenburg eingeladen. In der Ausstellung Die Achtsamkeit des Augenblicks wurden fünf Künstler aufgefordert, experimentelle Werke zu präsentieren. Groom zeigte Face of the Buddha, sein erstes großformatiges Bild auf Papier. Es enthielt 216 mit Wasserfarbe bemalte handgefertigte Papiere, die direkt an der Wand fixiert wurden. Im Jahr 2003 zog Groom in einen Flügelbereich eines Schlosses in Mariakirchen bei Arnstorf. Inspiriert durch die Umgebung, entstanden Wasserfarbenbilder und Malereien, die aus mehreren Papieren zusammengesetzt sind, darunter das Werk The Eight Seasons. Während dieser Zeit arbeitet Jon Groom unter anderem in Hanau, wo er viele großformatige Bilder fertigstellte. Einige davon sind im Hanauer Kongresszentrum und im Eingangsbereich der dortigen Degussa Bank zu finden. Sein Hauptarbeitsplatz der letzten zwei Jahre war in der Ismaninger Straße in München. 2006 heiratete er die Hoteldirektorin Dorna Hekmat in Indien.

## Öffentliche Sammlungen (Auswahl)
- Arts Council of Great Britain, London
- Bayerische Staatsgemäldesammlungen, München
- Bayerische Vereinsbank, München
- Castle Museum Norwich
- Chase Manhattan Bank, New York
- Chemical Bank, London und New York
- Cleveland Museum of Art, Ohio
- Congress Park Hanau/Frankfurt
- Contemporary Arts Society, London
- Degussa Bank, Frankfurt
- Deutsche Bank, Frankfurt
- General Electric, Germany
- Gerling Konzern, Köln und Stuttgart
- HypoVereinsbank, München
- Kunstforening Trondheim, Norwegen
- Lindner AG, Deutschland
- MoMA Museum of Modern Art, New York
- Mcloy, Milbank, Tweed, New York
- National Museum of Wales, Cardiff
- Philadelphia Art Museum, Philadelphia
- Pinakothek der Moderne, Munich
- Prudential Insurance Company, New York
- NM Rothschild & Sons (C.I.) Limited, London
- Städtische Galerie, Ingolstadt
- Städtische Galerie im Lenbachhaus, Munich
- Städtische Kunsthalle, Mannheim
- Stiftung für Konkrete Kunst, Reutlingen
- Uniplan International, Köln
- Victoria & Albert Museum, London
- Zentralinstitut für Kunstgeschichte, München

## Ausstellungen (Auswahl)
- 1978: Paintings, Riverside Studios, Hammersmith, London
- 1979: Vertical Wall-Bound Arcs, Nicola Jacobs Gallery, London
- 1981: Salutations, Riverside Studios, Hammersmith, London
- 1982: Paintings and Wallpainting, Oriel Gallery, Arts Council of Great Britain, Cardiff, Wales
- 1983: New Paintings and Works on Paper, Nicola Jacobs Gallery, London
- 1983: Calling, Clearing, Soprano, Rochdale Art Gallery, Rochdale
- 1985: Painting on Wood and Paperworks, Ruth Siegel Gallery, New York
- 1986: New Paintings, Nicola Jacobs Gallery, London
- 1998: Panel Paintings and Paintings on Copper, Lorenzelli Arte, Mailand
- 1991: New Paintings, Galerie Tanit, München
- 1992: The Powys Paintings, Galerie Gebauer & Günther, Berlin
- 1994: Evidence Paintings, Städtische Galerie im Lenbachhaus, München
- 1997: Paintings, Drawings and Wall Works: Hommage to Luis Barragán, Casa Museo Luis Barragán, Mexiko-Stadt
- 1999: Reference Paintings 1999, Lorenzelli Arte, Mailand
- 2000: New Paintings and Installation, Galerie Paal, München
- 2003: Paintings & Watercolours, Galerie Zellermayer, Berlin
- 2004: Jon Groom and Sean Scully, 422 Gmunden (Publikation)
- 2004: Jon Groom Paintings, Galerie König, Hanau/Frankfurt
- 2005: Painting Reveals, New Paintings and Watercolours, Catholic Academy, München
- 2006: Between the Light, Ludwig Museum, Koblenz
- 2006: Sotto la luce, Lorenzelli Arte, Mailand
- 2007: Notes from India, Aquarelles, Galerie Reygers, München
- 2008: Between the Light Paintings, Felix Ringel Galerie, Düsseldorf
- 2009: A Luminous Night's Journey, Städtisches Museum Engen + Galerie
- 2010: Oil Paintings & Watercolours, Galleri Weinberger, Kopenhagen
- 2011: New Oil Paintings and Drawings, Schaltwerk Kunst, Hamburg